# Touguinha
Touguinha é uma povoação portuguesa do Município de Vila do Conde que foi sede da extinta Freguesia de Touguinha, freguesia que tinha 3,22 km² de área (2012), 2 000 habitantes (2011) e, por isso, uma densidade populacional de 621,1 hab/km².  
A Freguesia de Touguinha foi extinta (agregada) em 2013, no âmbito de uma reforma administrativa nacional, para, em conjunto com Touguinhó, formar uma nova freguesia denominada União das Freguesias de Touguinha e Touguinhó.

## População
| População da freguesia de Touguinha | População da freguesia de Touguinha | População da freguesia de Touguinha | População da freguesia de Touguinha | População da freguesia de Touguinha | População da freguesia de Touguinha | População da freguesia de Touguinha | População da freguesia de Touguinha | População da freguesia de Touguinha | População da freguesia de Touguinha | População da freguesia de Touguinha | População da freguesia de Touguinha | População da freguesia de Touguinha | População da freguesia de Touguinha | População da freguesia de Touguinha |
| ----------------------------------- | ----------------------------------- | ----------------------------------- | ----------------------------------- | ----------------------------------- | ----------------------------------- | ----------------------------------- | ----------------------------------- | ----------------------------------- | ----------------------------------- | ----------------------------------- | ----------------------------------- | ----------------------------------- | ----------------------------------- | ----------------------------------- |
| 1864                                | 1878                                | 1890                                | 1900                                | 1911                                | 1920                                | 1930                                | 1940                                | 1950                                | 1960                                | 1970                                | 1981                                | 1991                                | 2001                                | 2011                                |
| 390                                 | 424                                 | 426                                 | 477                                 | 532                                 | 555                                 | 600                                 | 790                                 | 828                                 | 833                                 | 861                                 | 963                                 | 1 122                               | 1 410                               | 2 000                               |

| Distribuição da População por Grupos Etários | Distribuição da População por Grupos Etários | Distribuição da População por Grupos Etários | Distribuição da População por Grupos Etários | Distribuição da População por Grupos Etários | Distribuição da População por Grupos Etários | Distribuição da População por Grupos Etários | Distribuição da População por Grupos Etários | Distribuição da População por Grupos Etários | Distribuição da População por Grupos Etários |
| -------------------------------------------- | -------------------------------------------- | -------------------------------------------- | -------------------------------------------- | -------------------------------------------- | -------------------------------------------- | -------------------------------------------- | -------------------------------------------- | -------------------------------------------- | -------------------------------------------- |
| Ano                                          | 0-14 Anos                                    | 15-24 Anos                                   | 25-64 Anos                                   | > 65 Anos                                    |                                              | 0-14 Anos                                    | 15-24 Anos                                   | 25-64 Anos                                   | > 65 Anos                                    |
| 2001                                         | 252                                          | 203                                          | 768                                          | 187                                          |                                              | 17,9%                                        | 14,4%                                        | 54,5%                                        | 13,3%                                        |
| 2011                                         | 383                                          | 220                                          | 1 160                                        | 237                                          |                                              | 19,2%                                        | 11,0%                                        | 58,0%                                        | 11,9%                                        |

Média do País no censo de 2001:  0/14 Anos-16,0%; 15/24 Anos-14,3%; 25/64 Anos-53,4%; 65 e mais Anos-16,4%
Média do País no censo de 2011:   0/14 Anos-14,9%; 15/24 Anos-10,9%; 25/64 Anos-55,2%; 65 e mais Anos-19,0%

## História
Nossa Senhora da Esperança de Touguinha surge mencionada, no mais antigo documento conhecido, em 1238 e refere a doação que o rei D. Sancho fez ao Arcebispo de Braga das igrejas de Ponte de Lima e de Touguinha.
No início do século XX, na abertura de uma rua que conduzia à Igreja, foram encontrados dois vasos de largo bordo horizontal que correspondem à presença de uma necrópole da Idade do Bronze.
A Igreja de Touguinha fica situada num pequeno cabeço onde foi encontrada telha romana. Nas imediações do lugar da Igreja encontra-se o topónimo Cividade mas nenhuma estrutura que permita aferir da existência aí de algum povoado no período romano ou proto-histórico. Provavelmente poderá estar-se perante mais um dos muitos casos de Villa Eclesia, em que as Villae são transformadas em Igrejas, transformação esta que foi muito comum no final do mundo romano.
Foi integrada no concelho (atual município) de Vila do Conde em 1836, fazendo anteriormente parte do concelho de Barcelos.